# Пахонија
Пахонија (Грб Велике Кнежевине Литванија; з.-рус. Погоня, 
блр.  [Pahonia], пољ. Pogoń, литв. Vytis; познат и као: прогонитељ или гонилац), једна је карактеристична врста грба са мотивом коњаника у трку на пољу штита. Грб се појављује као традиционални симбол Литванаца, Бјелоруса, али и Руса (ако се Свети Ђорђе посматра као коњаник).

## Опис грба
Појам Пахонија се може превести као „прогон“ или „јуриш“ (онај који прогања, јуриша). Грб приказује бијелог коњаника са мачем у руци на бијелом пропетом коњу. Поље на штиту је црвене боје. На штиту коњаника налази се двоструки крст златне боје. Двоструки крст потиче из Византије, а касније га је усвојила Руска православна црква, али је јавља и на грбовима Мађарске и Словачке, те на старим инсигнијама код српских племића.
Хералдички, грб припада у групу грбова коњаника са мачем. Од 14. вијека, готово идентичан грб имало је Велика кнежевина Литванија . Бјелорусија је била у његовом саставу, па га је и она касније прихватила као свој грб, те је 1918. и од 1991. до 1995. то је био службени грб Бјелорусије.
Пахонија се налазила (или се још увјек налази) на многим грбовима градова и покрајина у Бјелорусији, Пољској, Литванији и Русији.

## Галерија историјских грбова
- Печат Наримунта Гедиминовича, Полотског кнеза (1330)
- Коњаник са печатом великог кнеза Литваније Сигисмунда Кејстутовича (1432)
- Грб Литваније 
 (1435)
- Грб са надгробног споменика Јагело
 (из XV вијека.)
- Грб 
 (из XVI вијека.)
- Грб Минског војводства 
 (1413–1793)
- Грб Витебшког војводства 
 (1584)
- Грб Полоцког војводства 
 (1504–1793)
- Таписерија из уметничке колекције Краљевског замка Вавел (Краков)
(1555)
- Грб Великог кнежевина Литваније 
 (из 1575)
- Грб Великог кнежевина Литваније 
 (из 1581)
- Пахонија 
 (из 1588)
- Из вилњског издања Статута Великог кнежевина Литваније 
 (1614)
- Грб Пољско-литванске заједнице
- Пахонија руска (пољска хералдика)
- Пахонија мала (пољска хералдика)
- Грб кнежевина и региона Белорусије и Литваније на грбу Руске империје (1882)
- Грб Великог кнежевина Литваније у Руску Империју
 (1907)
- Грб Републике Централне Литваније 
 (1920)
- Грб Пољешког војводства 
 (1921–1939)
- Грб Вилњушког војводства 
 (1926–1939)
- Грб Белорусије 1991
- Грб Белоруске Народне Републике 
 (из 1918)
- Грб Литваније 1990[2][3][4][5]
- Грб Литваније 1940